# カルムラート・サディエフ
カルムラート・サディエフ（? - ）は、キルギス共和国の軍人。キルギス国境庁長官、キルギス国防省情報総局長等を歴任。中将。

## 経歴
2000年2月28日、地域問題省庁間委員会委員。
2000年～2002年、内務次官。2002年春、部隊を指揮して、アクスゥイ蜂起を鎮圧した。
2002年～2005年4月、キルギス国境庁長官。2005年3月、集会者からジャララバードとオシを「解放」した。
2006年1月、キルギス国防省情報総局長。
| スタブアイコン | サブスタブ | この項目は、まだ閲覧者の調べものの参照としては役立たない、人物に関連した書きかけの項目です。この項目を加筆・訂正などしてくださる協力者を求めています（P:人物伝/PJ:人物伝）。 |